# 千葉県道195号我孫子停車場線
千葉県道195号我孫子停車場線（ちばけんどう195ごう あびこていしゃじょうせん）は、千葉県我孫子市の常磐線・成田線の我孫子駅(南口側）と国道356号交点を結ぶ一般県道。

## 概要
- 起点：我孫子市本町（我孫子停車場）
- 終点：我孫子市本町（国道356号交点）
- 総延長：0.117 km（柏土木事務所管内：0.117 km）
- 重用延長：0.0 km（柏土木事務所管内：0.0 km[1]）
- 実延長：0.117 km（柏土木事務所管内：0.117 km[1]）

## 名称
- 公園坂通り（全区間）- 公園坂通り自体は終点より先、手賀沼公園まで続く。

## 交差・接続する道路
- 国道356号（終点）

## 周辺施設
- 常磐線・成田線我孫子駅 - 南口・
- 我孫子駅バス停・タクシー乗り場